# Hans Bödecker
Hans Bödecker (* 3. April 1928; † 1. April 2012 in Hannover) war ein deutscher Förderschullehrer und Schuldirektor, der sich stark für die Leseförderung von Kindern und Jugendlichen einsetzte, auch als Schulbuch-Herausgeber und Schriftsteller.

## Leben
Hans Bödecker war ein Sohn des Pädagogen Friedrich Bödecker. Er war Lehrer und später auch Leiter der Fridtjof-Nansen-Schule in Hannover.
Zeitweilig wirkte Bödecker auch als Leiter des Schulamtes des Landkreises Hannover.
Von 1964 bis zum Jahr 2000 leitete Bödecker zudem als Vorsitzender den zur Förderung des Lesen-Lernens nach seinem Vater benannten Friedrich-Bödecker-Kreis. Insbesondere engagierte sich Hans Bödecker für die Kinderliteratur. Er bearbeitete unter verschiedenen Obertiteln Dutzende von „Lese- und Arbeitsbüchern für die Schule für Lernbehinderte“ oder „Klassenlesestoffe moderner Jugendliteratur“ und gab – teils mit anderen – mehr als 30 Bücher unter dem Obertitel Lesebuch 65 vor allem im Schulbuchverlag Schroedel heraus.

## Schriften (Auswahl)

### Kinder- und Jugendliteratur
- Hans Bödecker (Hrsg., Bearb.), Renate Welsh: Das Vamperl (= Mein Buch, meine Welt), Hannover: Schroedel, 1982, ISBN 978-3-507-00424-5 und ISBN 3-507-00424-0

### Übergeordnete Schriften
- Hans Bödecker, Insa Bödecker, Herbert Somplatzki: Autorenbegegnungen – 50 Jahre Leseförderung durch den Friedrich-Bödecker-Kreis. Königshausen & Neumann, Würzburg 2004, ISBN 3-8260-2914-3. (z. T. im Internet: Autorenbegegnungen)